# Daihatsu Luxio
Der Daihatsu Luxio ist ein Minivan, der von Astra Daihatsu Motor in Indonesien produziert wird. In den Verkauf gelangte er erstmals am 26. Februar 2009. Das Auto basiert auf dem Daihatsu Gran Max, der aber mehr als Nutzfahrzeug ausgelegt ist. Verteilt auf 3 Sitzreihen finden maximal 8 Personen Platz, wobei die beiden mittleren Sitze in der 2. und 3. Reihe eher für Kinder geeignet sind. Die Sitzreihen im Fond sind umlegbar und demontierbar. Ein Antiblockiersystem gibt es nur in den höher ausgestatteten Modellen, bei denen eine für Fahrer und Beifahrer getrennt regelbare Klimaanlage sowie drehbare Vordersitze enthalten sind. Ein CD-Radio mit MP3-Funktion gehört zum grundsätzlichen Serienstandard wie Sicherheitsgurte mit Gurtstraffer an allen Sitzplätzen, Servolenkung und Zentralverriegelung.
Als Motor kommt der 1500 cm³ DOHC 3SZ-VE VVT-i mit 4 Zylindern und einer Leistung von 109 PS zum Einsatz. Der Motor kommt auch im Daihatsu Gran Max und Daihatsu Terios zum Einsatz. Ein 5-Gang-Schaltgetriebe oder ein 4-Stufen-Automatikgetriebe stehen zur Auswahl, jeweils mit am Armaturenbrett verbauten Schalthebel.
In Indonesien wurden 2009: 4.582 Einheiten und 2010: 5.982 Einheiten abgesetzt.